# Lior Makmel
Lior Makmel (hebreiska: ליאור מקמל), född 21 januari 2009, är en israelisk konstsimmare.

## Karriär
Vid konstsim-EM 2025 i Funchal var Makmel en del av Israels lag som tog brons i det fria lagprogrammet.